# Ctenopterella khaoluangensis
Ctenopterella khaoluangensis är en stensöteväxtart som först beskrevs av Tag. och K. Iwats., och fick sitt nu gällande namn av Barbara S. Parris. Ctenopterella khaoluangensis ingår i släktet Ctenopterella och familjen Polypodiaceae. Inga underarter finns listade.